# Antarctandes
Les Antarctandes, en espagnol Antartandes, sont une chaîne de montagnes d'Antarctique qui constituent les reliefs de la péninsule Antarctique. Elles se trouvent dans le prolongement de l'arc des Antilles australes au nord et des monts Ellsworth au sud. Elles doivent leur nom au fait qu'elles constituent le prolongement de la cordillère des Andes en Antarctique[réf. souhaitée].
Leur plus haut sommet est le mont Hope avec 3 239 mètres d'altitude.

## Sommets
- Mont Hope : 3 239 m
- Mont Jackson : 3 184 m
- Mont Charity (en) : 2 680 m
- Mont Coman (es) : 2 658 m
- Mont Faith (en) : 2 650 m
- Monts Seward : 1 525 m
- Mont Odin : 1 465 m
- Mont Shackleton : 1 465 m
- Mont Scott : 880 m
- Pic Zabergan : 700 m